# La vie est à nous (livre)
Pour les articles homonymes, voir La vie est à nous.
La vie est à nous est recueil d'entretiens de Fabien Ouaki, ancien président du groupe des magasins Tati, avec le 14e Dalaï Lama, réalisé avec la collaboration d'Anne Benson et publié en 1996. Le livre a été traduit en anglais sous le titre Imagine all the people: a conversation with the Dalai Lama on money, politics, and life as it could be

## Résumé
Lors d'une semaine passée à Dharamsala, en Inde en juillet 1995, Fabien Ouaki s'est entretenu avec le Dalaï Lama qui répond à une série de questions portant sur l'économie, le pouvoir, la sexualité, l'éthique individuelle et collective, mais aussi sur Gandhi, John Lennon, la politique, et l'amour,.
Sur l'économie, il explique : 
« Le concept économique le plus répandu en Occident veut que, tous les ans, les gens et les nations accroissent leurs revenus. (...) Nous devrons forcément un jour ou l'autre abandonner cette attitude désuète. En Angleterre, j'ai discuté avec des experts des ressources planétaires. (...) J'en conclus qu'il faut réviser cette croyance en l'augmentation annuelle du PNB, et rapidement. Le principe est faux à la base : nous ne pouvons pas continuer de la sorte à vouloir produire et consommer toujours plus d'année en année. ».
« Il faut de toute urgence instaurer sur le plan mondial des codes de bonne conduite. Sinon, le monde de l'économie et des affaires continuera à protéger ses seuls intérêts en suscitant des problèmes écologiques très importants. Les systèmes économiques sont en grande partie responsables des écarts inacceptables qui séparent tant les nations que les citoyens d'une même nation. ... La situation se dégradera en augmentant la souffrance générale et les systèmes économiques eux-mêmes entreront en crise. ».